# Never Been Kissed
Never Been Kissed är en romantisk komedifilm från 1999 i regi av Raja Gosnell, med Drew Barrymore, David Arquette och Michael Vartan i huvudrollerna.

## Handling
Filmen handlar om en 25-årig tjej, spelad av Drew Barrymore, som aldrig har blivit kysst. Hon jobbar som journalist och ska skriva om populära tonåringar och vad de gör. Så hon börjar skolan igen och låtsas att hon är 17. Hon blir kär i en av sina lärare och hennes chef börjar tänka på en annan artikel...

## Rollista (urval)
- Drew Barrymore - Josie Geller
- David Arquette - Rob Geller, Josie's bror
- Michael Vartan - Sam Coulson, lärare
- Molly Shannon - Anita, Josies vän och kollega
- John C. Reilly - Gus, Josies chef
- Leelee Sobieski - Aldys
- Jeremy Jordan - Guy Perkins